# Беламарич, Таня
Таня Беламарич (род. 16 июля 1946) — хорватская шахматистка, международный мастер (1967) среди женщин.
Участница межзонального турнира среди женщин (Охрид 1971).
В составе сборной Хорватии участница двух Олимпиад (1992—1994) и 1-го командного чемпионата Европы (1992) в Дебрецен.
На 5-м международном турнире в Белграде (1969) лучшей была признана партия, выигранная Беламарич у Татьяны Затуловской. 

## Изменения рейтинга
| Графики недоступны из-за технических проблем. См. информацию на Фабрикаторе и на mediawiki.org. |